# Viola sokalensis
Viola sokalensis är en violväxtart som beskrevs av Zapal.. Viola sokalensis ingår i släktet violer, och familjen violväxter. Inga underarter finns listade i Catalogue of Life.